# 座光寺久男
座光寺 久男（ざこうじ ひさお、1907年〈明治40年〉1月1日 - 1978年〈昭和53年〉11月28日）は、昭和期の地方公務員、政治家。長野県駒ヶ根市長。

## 来歴
長野県下伊那郡上飯田村（現・飯田市）で、座光寺和作、ゆきの二男として生まれた。上飯田高等小学校卒業後、飯田の松濤義塾に学ぶ。1924年（大正13年）4月、上飯田町役場に入り、1933年（昭和8年）長野県庁に転じ長野県書記となり、学務部社会課勤務、飯田職業紹介所勤務、長野県職業課勤務、知事官房秘書課勤務、下伊那地方事務所兵事厚生課長、同総務課長を歴任した。1947年（昭和22年）6月、飯田市助役に就任し、1956年（昭和31年）6月、駒ヶ根市助役に転じた。
1968年（昭和43年）、駒ヶ根市長選挙に立候補して、無投票で初当選を果たした。同年1月29日に就任した。

### 1972年駒ヶ根市長選挙
1972年（昭和47年）の市長選は12年ぶりの選挙戦となった。共産党市委員長の新人との争いとなったが、これを破って再選を果たした。
※当日有権者数：20,200人 最終投票率：75.65%（前回比：-pts）
| 候補者名   | 年齢 | 所属党派 | 新旧別 | 得票数   | 得票率 | 推薦・支持 |
| ---------- | ---- | -------- | ------ | -------- | ------ | ---------- |
| 座光寺久男 | 65   | -        | 現     | 11,160票 | 73.46% | -          |
| 小林幹彦   | -    | -        | -      | 4,031票  | 26.54% | -          |

ただ、市長の残り任期1年は入院を余儀なくされ、3選出馬を断念した。1976年（昭和51年）1月28日に退任した。
市長のほかは、伊那谷開発同盟会会長、日本赤十字社長野県支部評議員などを務めた。
1978年（昭和53年）11月28日、脳溢血のため飯田病院にて死去した。

## 市長として
- 助役時代から工場の誘致や昭和伊南総合病院の経営確立、福祉施設「西駒郷」や青年海外協力隊訓練所の建設、駒ヶ岳の観光拠点の整備などに尽力した[5]。

## 栄典
- 1978年（昭和53年）4月 - 勲五等瑞宝章[8]

## 著作
- 『病と共に市造り二十年』座光寺久男著書刊行会、1979年。
- みやじま しげる編『座光寺久男遺稿集』座光寺久男遺稿集刊行会、1980年。